# Carl Franz Anton von Mansfeld
Carl Franz Anton von Mansfeld und Fondi (* 2. November 1678 in Wien; † 9. Juli 1717 in Prag) war seit 1715 2. Fürst von Fondi und kaiserlicher Kammerherr.

## Leben
Seine Eltern waren Franz Maximilian von Mansfeld (* 22. November 1639 in Wien; † 12. September 1692) und dessen Ehefrau Maria Elisabeth von Harrach († 9. Februar 1698), einer Tochter Graf Carl Leonhard von Harrach.
Da er auch dem evangelischen Kurfürsten von Brandenburg untertänig war, verfügte dieser, dass die Vertreter des Fürsten sich nicht als fürstliche Räte oder ähnliche bezeichnen durften. Das Land stand unter brandenburgischer Zwangsverwaltung, die erst am 7. September 1716 aufgehoben.
Franz Maximilian stieg in der kaiserlichen Bürokratie unter Kaiser Karl VI. bis zum wirklichen Kammerherren in Prag auf und starb dort am Schlagfluss.

## Familie
Carl Franz Anton von Mansfeld heiratete 1703 die Gräfin Maria Eleonora von Mansfeld-Vorderort (* 16. Oktober 1682; † 24. Mai 1747), eine Tochter des Feldherren Heinrich Franz von Mansfeld. Das Paar hatte mehrere Kinder:
- Maria Antonia Elisabeth Viktoria (* 3. Oktober 1705; † 5. (März) 1748), Sternkreuzordensdame ⚭ (November 1725) Graf Johann Wenzel von Kaiserstein († 20. Juni 1728)
- Maria Franziska (* 27. Dezember 1707; † 29. Januar 1743 in Wien) ⚭ 19. Oktober 1730 Fürst Johann Wilhelm von Trautson (* 3. Januar 1700; † 31. Oktober 1775)
- Maria Anna (* 2. Januar 1709)
- Maria Eleonora (* 28. Juni 1710; † 12. September 1761), Sternkreuzordensdame,

⚭ 6. Februar 1735 in Prag Graf Wenzel Joseph Franz von Wrbna (* 13. September 1716; † 22. November 1757), General
⚭ 20. Januar 1758 Graf Franz Karl Kottulinsky von Kottulin (* 27. November 1706; † 19. Oktober 1774)
- Heinrich Paul Franz II. (1717–1780), 3. Fürst von Fondi (–1751), (* 6. Juli 1712; † 15. Februar 1780 in Prag)

⚭ 7. Januar 1735 Gräfin Maria Josepha Klara von Thun und Hohenstein (* 9. September 1714; † 17. September 1740)
⚭ 9. April 1741 Gräfin Maria Anna Czernin von und zu Chudenitz (* 19. Juni 1722; † 15. Januar 1772), Sternkreuzordensdame.